# 北海道青年師範学校
| 北海道青年師範学校 （北海道青師） | 北海道青年師範学校 （北海道青師） |
| --------------------------------- | --------------------------------- |
| 創立                              | 1944年                            |
| 所在地                            | 北海道岩見沢市                    |
| 初代校長                          |                                   |
| 廃止                              | 1951年                            |
| 後身校                            | 北海道学芸大学 現・北海道教育大学 |
| 同窓会                            | 青陵会                            |

北海道青年師範学校 （ほっかいどうせいねんしはんがっこう） は、1944年 （昭和19年） に、北海道岩見沢市に設立された官立（国立）の青年師範学校である。

## 概要
- 1923年 （大正12年） 設立の「北海道庁立実業補習学校教員養成所」を前身とする。
- 1944年（昭和19年）、北海道立青年学校教員養成所 （1935年（昭和10年）設立） の国への移管により、「北海道青年師範学校」となった。
- 第二次世界大戦後の学制改革により、新制・北海道学芸大学 学芸学部（現・北海道教育大学 教育学部）の母体の一つとなった。

## 沿革

### 前史（1923年 - 1944年）
- 1923年（大正12年）4月1日 - 北海道庁立空知農業学校の校舎一部を借用し、「北海道庁立実業補習学校教員養成所」が創立。
- 1935年（昭和10年）4月1日 - 青年学校令の施行により、「北海道庁立青年学校教員養成所」と改称。岩見沢町立青年学校を併設。
- 1940年（昭和15年）- 独立校舎が完成。

### 正史（1944年 - 1951年）
- 1944年（昭和19年）4月1日 - 師範教育令の一部改正により、北海道庁立青年学校教員養成所が官立（国立）移管の上、「北海道青年師範学校」に改称。
- 1949年（昭和24年）5月31日 - 国立学校設置法の公布により、新制・北海道学芸大学 学芸学部が発足。
  - 青年師範学校は新制大学に包括され、「北海道学芸大学 北海道青年師範学校」となる。
  - 青年師範学校としての生徒募集は停止され、この時の入学生は北海道学芸大学 学芸学部の所属となる。
  - 在校生が卒業するまで、青年師範学校は存続される。
  - 北海道学芸大学札幌分校岩見沢分教場が設置される。
- 1951年（昭和26年）3月31日 - 最後の卒業生を送り出し、青年師範学校が廃止される。

## 同窓会
「青陵会」と称しており、北海道庁立実業補習学校教員養成所、北海道庁立青年学校教員養成所、北海道青年師範学校、北海道学芸大学札幌分校岩見沢分教場、北海道教育大学岩見沢分校、同大学岩見沢校、同大学大学院（岩見沢）出身者を会員としている。